# Qualcosa di sinistro sta per accadere
Qualcosa di sinistro sta per accadere (Something Wicked This Way Comes) è un film horror del 1983, diretto da Jack Clayton e prodotto dalla Walt Disney Pictures, tratto dal romanzo dello scrittore Ray Bradbury Il popolo dell'autunno (Something Wicked This Way Comes).

## Trama
Un giorno nella tranquilla città di Greentown arriva, accompagnata da una forte tempesta, una sorta di circo errante: La fiera delle meraviglie di Mister Dark. Questa fiera è in realtà un covo di stregoni che attirano le persone con la promessa di realizzare i loro desideri. Molti abitanti del paese sono tentati, fra cui Jim e Will, i protagonisti, che vogliono diventare grandi. Gli stregoni in realtà imprigionano le persone nel circo, trasformandole in mostri. Saranno Jim e Will, uno dei quali invulnerabile alle energie oscure, a sconfiggere Mister Dark e a liberare gli abitanti di Greentown.

## Accoglienza
Accolto da critiche positive all'epoca della sua uscita, il film è stato rivalutato tiepidamente nel corso degli anni, tanto da ottenere soltanto un 56% di recensioni positive sul sito Rotten Tomatoes.
Durante la lavorazione Disney ha voluto apportare alcune modifiche in post-produzione che né Ray Bradbury né Jack Clayton hanno approvato. Si tratta di uno dei primi film in assoluto per la casa di produzione statunitense ad avere un'ambientazione horror. Per questa ragione, Disney Channel non l'ha più trasmesso, a eccezione del giorno di Halloween.